# دانيال درو
دانيال درو (بالإنجليزية: Daniel Drew)‏ هو خبير مالي أمريكي، ولد في 29 يوليو 1797 في كارمل في الولايات المتحدة، وتوفي في 18 سبتمبر 1879 في نيويورك في الولايات المتحدة.

## وصلات خارجية
- دانيال درو على موقع الموسوعة البريطانية (الإنجليزية)